# Czarnożyły
Czarnożyły is een dorp in het Poolse woiwodschap Łódź, in het district Wieluński. De plaats maakt deel uit van de gemeente Czarnożyły en telt ca.1 300 inwoners.